# مارك بلوفشتاين
مارك بلوفشتاين Mark Bluvshtein (ولد في 20 أبريل 1988) لاعب شطرنج كندي من أصل روسي، يحمل لقب أستاذ كبير.
- ولد في روسيا وانتقلت عائلته إلى إسرائيل في سن الخامسة، ثم انتقلوا إلى تورنتو في كندا بعد ست سنوات.
- فاز ببطولة إسرائيل للشطرنج فتيان تحت 10 سنوات عام 1998، وببطولة إسرائيل للشطرنج فتيان تحت 12 سنة عام 1999.
- أصبح أصغر كندي يحصل على لقب أستاذ كبير عام 2004 في سن السادسة عشر، وكان قد حصل على لقب أستاذ دولي في سن الثالثة عشر.
- بلغ تصنيف إيلو خاصته 2611 نقطة وفق الاتحاد الدولي للشطرنج في يوليو 2011.
- شارك في كأس العالم للشطرنج عام 2011، لكنه خرج في الجولة الأولى أمام ألكسندر ريازانتسيف.
- تخرج من جامعة يورك في تورونتو عام 2010 بدراسة العلوم والتكنولوجيا.
- بلغ تصنيف إيلو خاصته 2590 نقطة في يناير 2018.

## وصلات خارجية
- مارك بلوفشتاين على موقع الاتحاد الدولي للشطرنج (الإنجليزية)
- مارك بلوفشتاين على موقع مباريات الشطرنج (الإنجليزية)
- مارك بلوفشتاين على موقع 365Chess.com (الإنجليزية)
- مارك بلوفشتاين على موقع Chesstempo.com (الإنجليزية)
- مارك بلوفشتاين سجل أولمبياد الشطرنج على موقع OlimpBase.org (الإنجليزية)